# José Gustavo Guerrero
José Gustavo Guerrero (San Salvador, 26 juni 1876 - Nice, 25 oktober 1958) was een Salvadoraans minister, diplomaat en rechter. In 1929 en 1930 was hij voorzitter van de Volkenbond. Sinds 1930 was hij eerst rechter, dan vicepresident en vervolgens president van het Permanente Hof van Internationale Justitie. Na de Tweede Wereldoorlog was hij de eerste president van het Internationale Gerechtshof.

## Levensloop

### Studietijd en vlucht
Guerrero studeerde rechtsgeleerdheid aan de Nationale Universiteit in San Salvador. In deze tijd richtte hij met medestudent Vicente Trigueros een kritische universiteitskrant op met de naam De Zweep (El Látigo) waarmee ze de regering bekritiseerden. Als gevolg moesten ze de universiteit verlaten, op bevel van de toen regerende generaal Rafael Antonio Gutiérrez die ook opdracht gaf tot zijn arrestatie. Er werd een pamflet opgesteld door medestudenten waarop ze aangaven solidair te zijn met Guerrero en Trigueros. Daarna verlieten ze massaal de universiteit en richtten ze met vooraanstaande hoogleraren, waaronder de latere Panamese president Belisario Porras Barahona, de Universidad Libre (Vrije Universiteit) op.
Als gevolg werd Guerrero voor straf opgeroepen voor militaire dienstplicht. Om hiervan af te komen, vertrok hij naar Guatemala-Stad waar hij in 1898 zijn doctoraat behaalde aan de Universiteit van San Carlos.

### Diplomatieke carrière
Hetzelfde jaar keerde hij terug naar El Salvador om te dienen als secretaris voor de nieuwe president Tomás Regalado. Korte tijd later werd hij benoemd tot consul in Burdeos, waarmee zijn diplomatieke carrière begon. Vanaf 1908 was hij zaakgelastigde voor zijn land in Washington D.C. en vanaf 1912 gevolmachtigd minister in Rome, Madrid, Parijs en Vaticaanstad.
Hij maakte faam als internationaal jurist door zijn winst in de zaak Canessa waarin Italië een grote som geld had gevorderd van El Salvador. In Frankrijk was Guerrero nauw bevriend met Aristide Briand die een voorstander was van een Europese Unie, evenals Gerrero ervan droomde dit te realiseren voor Centraal-Amerika. In 1927 haalde president Pío Romero Bosque hem terug naar El Salvador om plaats te nemen in zijn regering als Minister voor Buitenlandse Zaken en Openbaar Onderwijs.
In 1929 werd hij unaniem gekozen tot president van de Volkenbond, waar hij slechts een jaar aanbleef omdat hij in 1930 werd gekozen tot rechter van het Permanente Hof van Internationale Justitie in Den Haag. Voor Guerrero bestond er geen hogere plaats in de juridische wereld, behalve dan op het Gerechtshof van God na. Een jaar later werd hij gekozen tot vicepresident van het Hof en in 1937 tot president.

### Tweede Wereldoorlog
Na de val van Nederland in de Tweede Wereldoorlog wilden de Duitse bezetters het Vredespaleis innemen. Het paleis bood op dat moment onder meer onderdak aan het Permanent Hof van Internationale Justitie. Ze troffen hier Guerrero, de enige rechter van het Hof die achtergebleven was, en een groep Nederlandse ambtenaren. Guerrero vertelde de generaal: "Het Hof en zijn personeel zijn onschendbaar. Alleen over mijn lijk kunnen jullie het paleis binnentreden."
Ondanks dat de Duitsers het paleis toch innamen, slaagde Guerrero erin de waardevolle archieven redden. Dit voorval, met andere heldhaftige optredens en zijn inbreng aan het internationaal recht hebben ertoe bijgedragen dat hij na de oorlog opnieuw gekozen zou worden tot rechter-president van het nieuw gevormde Internationale Gerechtshof. Tegenwoordig is zijn portret te zien in de rechtszaal van het Hof, als getuige van de beslissingen die het moet nemen over het principe van non-interventie. Guerrera moest zich niettemin de rest van de oorlog vestigen in Genève.

### Internationaal Gerechtshof
Toen hem in 1945 werd gevraagd te adviseren bij de oprichting van de Verenigde Naties, lieten de Verenigde Staten hem exclusief per legervliegtuig afhalen uit Genève. In 1946 werd hij opnieuw tot rechter-president benoemd, ditmaal van het Internationale Gerechtshof.
Van 1949 tot 1955 vervolgde hij zijn carrière als vicepresident en daarna tot aan zijn dood als rechter van het Internationale Gerechtshof. Guerrero en de Belg Charles De Visscher zijn de enige twee geweest die als rechter beide hoven hebben gediend; Guerrero de enige als (vice)president.

## Erkenning
Guerrero werd onderscheiden met het Grootkruis in goud in de Orde van José Matias Delgado, de belangrijkste onderscheiding van El Salvador, en werd hij geëerd met de titel Illuster Kind (Hijo Preclaro) van El Salvador. Door de Franse regering werd hij benoemd in het Legioen van Eer.